# Efeito substituição
Em economia, efeito substituição é a taxa que mede a variação de consumo que ocorre quando há uma mudança de preço, movendo o consumo ao longo da curva de indiferença, levando a uma nova taxa marginal de substituição. Desse modo, os consumidores tendem a procurar satisfazer as mesmas necessidades do produto mais caro, utilizando semelhantes de preço menor.